# Thanom Kittikachorn
Thanom Kittikachorn (ur. 11 sierpnia 1911, zm. 16 czerwca 2004) – tajlandzki polityk i wojskowy. Zagorzały antykomunista, dominował scenę polityczną Tajlandii w latach 1963-1973, do czasu aż protesty nie odsunęły go od władzy. Jego powrót do kraju w 1976 roku spowodował protesty zakończone masakrą na Uniwersytecie Thammasat i przewrotem wojskowym.

## Życiorys

### Początki kariery
Urodził się w 1911 roku w północnej Tajlandii. W wieku dziewięciu lat wysłano go do Bangkoku do Królewskiej Akademii Wojskowej, którą ukończył w roku 1929. Następnie w stopniu podporucznika rozpoczął służbę w armii. W 1941 roku wziął udział w walkach z Szanami. W 1943 roku otrzymał awans na stopień majora. Rok później został podpułkownikiem. W 1951 mianowano go generałem majorem, nadając mu jednocześnie nominację na stanowisko zastępcy dowódcy najlepiej wyszkolonej armii tajlandzkiej - Pierwszej Armii. We wrześniu 1954 roku objął nad nią dowództwo, przejmując w ten sposób kontrolę nad oddziałami wojskowymi rozmieszczonymi wokół Bangkoku. W 1951 roku otrzymał również mandat deputowanego do parlamentu, zaś w 1957 roku został zastępcą Ministra Obrony. W sierpniu tego roku został mianowany zastępcą naczelnego dowódcy armii tajlandzkiej, swojego dotychczasowego protektora - generała Sarit Thanarata. Dzięki pomocy Kittikachorna Thanaratowi udało się odsunąć od władzy marszałka polnego Pibulsongkrama. W nowym rządzie Kittikachorn objął stanowisko Ministra Obrony.

### Działalność polityczna u boku Sarit Thanarata
Wybory w 1957 roku przyniosły zwycięstwo zwolennikom Thanarata. Razem z dotychczasowymi stronnikami Pibulsongkrama utworzyli Narodową Partię Socjalistyczną, która zdobyła absolutną większość w parlamencie. 1 stycznia 1958 roku Kittikachorn objął stanowisko premiera nowego rządu. Zasadniczym celem nowego premiera było powstrzymanie rozwoju ruchu komunistycznego i utrzymanie bliskich związków ze Stanami Zjednoczonymi. Jednak spory wewnętrzne doprowadziły już w październiku 1958 roku do upadku rządu Kittikachorna. Nowym premierem został Thanarat, a Kittikachorn po raz kolejny objął funkcję Ministra Obrony. Po śmierci Thanarata w grudniu 1963 roku, Kittikachorn ponownie został premierem.

### Działalność polityczna na stanowisku szefa rządu
Po objęciu po raz drugi stanowiska szefa rządu Kittikachorn rozpoczął zdecydowaną walkę z korupcją. Zażądał od wszystkich członków swojego gabinetu rezygnacji ze stanowisk w różnego rodzaju firmach. Ograniczył też cenzurę, wykorzystując prasę do walki z korupcją. Nadal utrzymywał dobre stosunki ze Stanami Zjednoczonymi. W 1965 roku komunistyczna partyzantka w Tajlandii wspierana przez Chiny rozpoczęła zbrojne działania przeciw rządowi. Tajlandia pod jego rządami uczestniczyła w tłumieniu drugiego powstania malajskiego, które zagrażało tajskiemu rządowi ze względu na liczny udział Tajów w partyzantce malajskie, a także na obecność wojskową partyzantów na obszarach granicznych. W 1968 roku Kittikachorn doprowadził do przywrócenia w Tajlandii demokracji parlamentarnej i zgodził się w 1969 roku na przeprowadzenie wolnych wyborów.
Coraz większe zaangażowanie się Stanów Zjednoczonych w wojnę wietnamską spowodowało wzrost napięć także i w Tajlandii. W tej sytuacji, w 1971 roku Kittikachorn rozwiązał parlament i zawiesił konstytucję. W 1973 roku w następstwie rozruchów studenckich, których jego rząd nie był w stanie opanować, został zmuszony do rezygnacji ze stanowiska. Do aktywnej działalności politycznej powrócił w sierpniu 1976 roku, przyczyniając się do przywrócenia w Tajlandii rządów autorytarnych.